# Culfa
Culfa (o Julfa) è una città dell'Azerbaigian, capoluogo dell'omonimo distretto, che fa parte della Repubblica Autonoma di Naxçıvan. Culfa è separata dal fiume Aras dalla sua città omonima, Jolfa sul lato iraniano del confine. I due paesi sono collegati da un ponte stradale e da un ponte ferroviario. Nei pressi della città è localizzato il cimitero armeno di Culfa.